# Ten Vrede

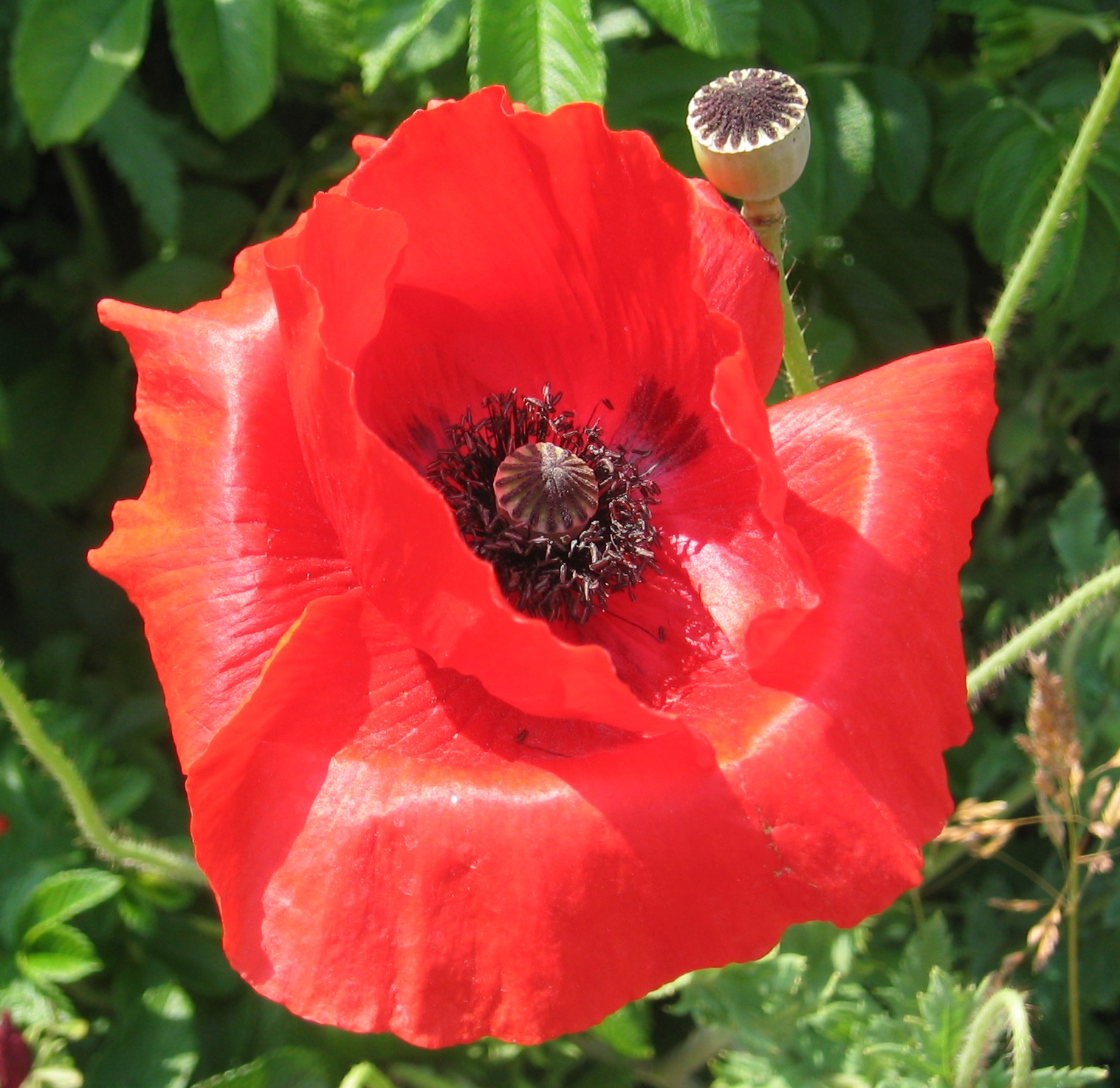
De klaproos, symbool voor de soldaten gesneuveld aan de IJzer

Ten Vrede was een Belgisch themafestival met vooral muziekoptredens. Het festival wilde een boodschap van vrede en verdraagzaamheid uitdragen en werd georganiseerd door het IJzerbedevaartcomité onder de IJzertoren te Diksmuide.
Vanaf 2002 was er een jaarlijkse editie, met telkens een ander thema. Deze thema's waren Kindsoldaten, Vrouwen en oorlog, Massavernietigingswapens, Vluchtelingen, (on)zichtbare muren, Agressie en zinloos geweld, Volkeren: samenwerking of conflict?, Oorlog door honger? Honger door oorlog?, Proeven van de wereld en Leed van dieren tijdens WO I.       
In 2005 vond het muziekfestival plaats op 13 en 14 mei. Het thema was Vrouwen in de oorlog en moest de aandacht vestigen op de rol van de vrouw in oorlogssituaties. Aanwezige artiesten op het concert waren in 2005 DAAN, Leki, 't Hof van Commerce, Stash en andere. In 2003 was onder meer Goran Bregović te gast.
Ten Vrede werd zwaar bekritiseerd in extreemrechtse kringen rond het Vlaams Belang, omdat de weide van de IJzertoren volgens hen een exclusief terrein is van een Vlaams-nationalistisch discours. Het IJzerbedevaartcomité wierp tegen dat het IJzertestament gaat over vrede, vrijheid en verdraagzaamheid. Ook leverde men kritiek op het organiseren van een popconcert naast een grafmonument.
Na de editie van 2016 werd het festival stopgezet.